# Mekyberna
Mekyberna war eine antike Stadt auf der Chalkidike im Norden Griechenlands, die an den Ufern des Toronäischen Golfes lag. 
Erwähnt wird die Stadt erstmals Ende des 6. vorchristlichen Jahrhunderts. Nach Ende der Perserkriege um 479 v. Chr. war Mekyberna Mitglied des Attischen Seebundes mit Athen als Hegemon. Zu Beginn des Peloponnesischen Krieges um 432 v. Chr. siedelte die Bevölkerung der Stadt nach einem Zusammenschluss mehrerer Städte nach dem wenige Kilometer entfernten Olynth um. Seit Ende dieses Krieges war Mekyberna Hafen des landeinwärts gelegenen Olynths. Mit der Eroberung von Olynth fiel auch Mekyberna 349 v. Chr. in die Hände des makedonischen Königs Philipp II. Erst mit der Neugründung von Kassandreia an der Stelle des alten Potidaias und er Umsiedlung der Bevölkerung in die neue Stadt endete die Besiedlung des Ortes um 316 v. Chr.